# اندیس سوراند
سوراند یک اندیس فلزی است که در حوالی شهر آهنگران استان خراسان قرار دارد و مادهٔ معدنی موجود در آن، کرومیت است.  